# ITC Entertainment
The Incorporated Television Company (ITC) ou ITC Entertainment, como era chamada nos Estados Unidos, era uma empresa britânica envolvida na produção e distribuição de programas de televisão.

## História

### Incorporated Television Programme Company
O magnata da televisão Lew Grade fundou a Incorporated Television Program Company (ITP) com Prince Littler e Val Parnell em 1954. Originalmente projetada para ser uma contratada para a nova rede ITV do Reino Unido, a empresa não conseguiu ganhar um contrato quando a Autoridade de Televisão Independente sentiu que isso daria muito controle no negócio de entretenimento para as empresas da família Grade (que incluíam grandes agências de talentos e teatro)  embora o ITA tenha afirmado que o ITP era livre para fazer seus próprios programas, que poderiam vender para as novas empresas de rede. ITP colocou a maior parte do orçamento de produção na produção de um show, The Adventures of Robin Hood (ITV, 1955–59).
No entanto, o vencedor de um dos contratos, a Associated Broadcasting Development Company, não tinha fundos suficientes para começar a transmitir, então os proprietários de ITP foram trazidos para o consórcio - agora renomeado como Associated Broadcasting Company (ABC) - e Lew Grade veio para dominá-lo.

### Incorporated Television Company
Em 1957, agora conhecida como Incorporated Television Company (ITC), a empresa tornou-se uma subsidiária da Associated Television (ATV) —o nome adotado pela ABC após ameaças de ação legal da empresa parceira da ITV Associated British Cinemas (Television) Ltd  - e produziu seus próprios programas para ATV e para distribuição nos Estados Unidos. Também distribuiu material de ATV fora do Reino Unido. De 1966 a 1982, foi uma subsidiária da Associated Communications Corporation após a aquisição da ATV.
As iniciais 'ITC' significam duas coisas diferentes: Independent Television Corporation, para vendas para as Américas, e Incorporated Television Company, para vendas para o resto do mundo. A American Independent Television Corporation foi formada em 1958 como uma joint venture com Jack Wrather. Em setembro de 1958, comprou Television Programs of America (TPA) por US $ 11.350.000. Wrather vendeu suas ações para Lew Grade no final da década.
As grandes vendas externas alcançadas pela ITC durante os esforços de exportação do governo britânico nas décadas de 1960 e 1970 levaram a ACC a receber o Prêmio da Rainha de Exportação em várias ocasiões.
Em 1988, o Bell Group, os proprietários da ITC foram adquiridos pela Bond Corporation . Posteriormente, os novos proprietários iniciaram um programa de remoção de ativos. Em novembro de 1988, a ITC Entertainment foi comprada por sua administração. Em 1990, a ITC abandonou a produção de televisão e se concentrou em filmes de baixo orçamento. A produção de TV na ITC não seria retomada até que a empresa fechasse um acordo com o produtor David Gerber em 1993.
Em 1989, o ITC Home Video foi formado no Reino Unido, para fazer uso das muitas horas de programas no arquivo, até então não vistos por anos. Essa divisão de entretenimento doméstico de curta duração terminaria em 1991. No período seguinte, o ITC continuou a distribuir sua biblioteca anterior.
Em 1995, a PolyGram comprou a empresa por $ 156 milhão. com Grade retornando novamente ao ITC para atuar como consultor até sua morte em dezembro de 1998.
Em 10 de dezembro de 1998, a mãe da Universal Studios, Seagram, comprou a PolyGram por $ 10,2 bilhão. No início de janeiro de 1999, a Carlton Communications comprou a biblioteca de televisão e filmes ITC da PolyGram / Seagram por £ 91 milhões, que reuniu a biblioteca de programas da ATV e da Central Television e dobrou o estoque de sua divisão de bibliotecas Carlton International, dando-lhe um total de 15.000 horas de programação. O presidente da Carlton, Michael Green, disse: 'A biblioteca ITC é uma joia da coroa. Agora podemos uni-lo a outras joias da herança cinematográfica e televisiva da Grã-Bretanha em nossa excelente biblioteca. Em 2004, a Carlton se fundiu com a Granada plc para formar a ITV plc. ITV Studios continua a lançar a produção original da ITC por meio de repetições de streaming de televisão e internet, livros e lançamentos de DVD e Blu-ray.
Em 2005, para comemorar o 50º aniversário da fundação da empresa, a Network lançou uma caixa de DVD intitulada ITC 50 com episódios de dezoito diferentes produções da ITC.

## Produções

Uma foto do logotipo "Spin Top" de 1973 da ITC Entertainment.

ITC é mais conhecida por ser a empresa por trás de muitas séries de culto da TV britânica de sucesso durante as décadas de 1960 e 1970, como The Saint, Randall e Hopkirk (falecido), Danger Man, The Baron , Gideon's Way, The Champions, The Prisoner, Thunderbirds, Capitão Scarlet e os Mysterons , Stingray, Joe 90, Man in a Suitcase, Strange Report, Department S, The Persuaders! , Jason King, The Adventurer, The Protectors, Space 1999 e Return of the Saint. Foi também a produtora de The Muppet Show e Julie on Sesame Street, ambos feitos no Elstree Studios da ATV e distribuídos no Reino Unido pela ATV e nos EUA pela ITC.

### Entrada em produção
A ITC começou como uma produtora quando a ex-produtora americana Hannah Weinstein abordou Lew Grade. Weinstein queria fazer um programa chamado As Aventuras de Robin Hood . Weinstein propôs fazer a série para a ITV e simultaneamente comercializá-la nos Estados Unidos por meio de uma distribuidora de TV americana, a Official Films . A série foi um grande sucesso em ambos os países, indo de 1955 a 1959 na CBS e na ATV de Londres.

### "Inovações"
Grade percebeu o potencial das vendas no exterior e da televisão em cores (os últimos 14 episódios de As Aventuras de Sir Lancelot foram filmados em cores uma década antes da existência da televisão em cores no Reino Unido), e a ITC combinou altos valores de produção com locações e usos exóticos de variações na mesma fórmula de sucesso para a maioria de sua produção de televisão.

### Programas ITC dos Estados Unidos
Embora a maioria das séries ITC tenha sido produzida na Grã-Bretanha, ITC freqüentemente trabalhou com Television Programs of America (TPA) e várias séries foram filmadas na América. Possivelmente, a primeira série ITC produzida nos EUA foi Fury, uma série live-action de sábado de manhã, sobre um amado cavalo de fazenda, estrelado por Peter Graves e exibido na NBC no final dos anos 1950 e início dos 1960.
Em 1963, a Anderson-Provis (AP) Films de Gerry Anderson tornou-se parte da ACC e produziu Fireball XL-5 , a série infantil de enorme sucesso Thunderbirds e, sob sua sucessora Century 21 Television / Cinema Productions, Captain Scarlet and the Mysterons. O ITC também financiou programas criados por Anderson voltados para o mercado adulto, incluindo UFO e Space: 1999. Foi a pedido da ITC que a Fanderson, "a Sociedade de Apreciação Gerry Anderson", foi fundada. Outra série infantil da ITC foi The Adventures of Rupert Bear, a primeira apresentação do personagem de desenho animado Daily Express na televisão. A ITC (em parceria com a empresa italiana RAI) também esteve por trás da minissérie bíblica Jesus de Nazaré, Moisés, o Legislador, de Franco Zeffirelli e do filme para televisão de Gregory Peck, O Escarlate e o Negro.

### Filmes e programas diversos
Além da programação para a televisão, o ITC também produziu vários filmes. Em 1976, a empresa juntou-se à General Cinema Corporation para formar a Associated General Films e produziu filmes incluindo Voyage of the Damned, Capricorn One e The Eagle Has Landed, mas a parceria terminou no ano seguinte.
Outros filmes produzidos pela ITC incluem The Boys from Brazil, The Return of the Pink Panther, The Last Unicorn e uma série de produções da The Jim Henson Company: The Dark Crystal e os dois primeiros filmes da franquia Muppets, The Muppet Movie e The Great Muppet Caper. Inicialmente, as produções da ITC foram licenciadas para outros estúdios dos EUA para lançamento até 1979, quando a ITC fez parceria com outra produtora do Reino Unido, Thorn EMI Screen Entertainment, para criar a Associated Film Distribution, que lançaria filmes produzidos por cada empresa, bem como pick-ups de outras produtoras. Em 1979, a subsidiária Black Lion Films foi fundada nos moldes da Thames Euston Films, mas sua produção mais lembrada, The Long Good Friday, foi vendida para a HandMade Films.

### Década de 1980
No verão de 1980, dois filmes lançados pela AFD com seis semanas de diferença ajudaram a levar à dissolução da distribuidora. Can't Stop the Music, projetado para ser uma vitrine para Village People no auge da música disco, foi lançado em 20 de junho de 1980, quando a popularidade do disco havia diminuído e a forma estava sofrendo uma reação dos ouvintes de música. O filme com má crítica rendeu US $ 2 milhões em US $ 20 orçamento de milhões. Em 1 de agosto de 1980, o lançamento do mal recebido Raise the Titanic! recebeu críticas pré-lançamento do autor do romance, Clive Cussler, e recuperou apenas uma fração de seus custos; O próprio Grade se aposentou da produção de filmes ativos, comentando que teria sido mais barato "descer o Atlântico". O próprio Cussler disse à People Weekly Magazine: "O filme era tão ruim que confunde a mente."
Após o fracasso dos filmes, a ITC e a EMI concordaram em vender a AFD e os direitos de distribuição de sua biblioteca para a Universal Pictures, embora os filmes da AFD que estavam então em pós-produção na época ainda tivessem sido lançados pela AFD, para lidar com o lançamento do fotos restantes ainda em produção no momento da venda, começando com A Lenda do Ranger Solitário, e incluindo On Golden Pond, Sophie's Choice, The Dark Crystal e The Great Muppet Caper. Como janeiro de 2016 estava começando, enquanto os vários direitos autorais haviam sido revertidos para seus respectivos proprietários, a Universal ainda mantinha os direitos teatrais da maioria dos filmes ITC e EMI inicialmente lançados pela AFD.
Em 1983, ITC produziu e lançou a série animada Thunderbirds 2086, que não era uma série britânica original baseada nos Thunderbirds de Gerry Anderson. Na verdade, era uma versão dublada em inglês de Scientific Rescue Team Technoboyager, um anime japonês que tem uma premissa idêntica aos Thuderbirds de Anderson. O ITC licenciou a série para uma dublagem em inglês e a reinventou como ambientada vinte anos após o original, sendo uma evolução dessa mesma International Rescue Organization. No entanto, a família Tracy e os personagens associados dos Thunderbirds de Gerry Anderson nunca são mencionados.

### Década de 1990
Em 1990, a ITC tentou brevemente entrar no lucrativo mercado de game show americano, com uma revivificação sindicalizada do Tic-Tac-Dough , que já havia funcionado de 1978 a 1986 em sindicação, ao lado da Barry &amp; Enright Productions . No entanto, o show estava fora do ar em março de 1991, principalmente devido a um excesso de ofertas de game show distribuído durante a temporada de 1990-91, bem como várias mudanças na jogabilidade que foram criticadas, como foi o apresentador Patrick Wayne.
O próprio Grau morreu em 1998.
Como uma empresa de distribuição, a ITC também foi a distribuidora mundial do especial único do ATV de 1967, The Benny Hill Show, mas não da série Thames Television que se seguiu.

## Propriedade de direitos atuais
Hoje, os direitos subjacentes são geralmente de propriedade da ITV Studios Global Entertainment via ITV plc e seus respectivos predecessores, embora na maioria dos casos Shout! A Factory agora detém todos os direitos de distribuição mundial (com a distribuição nos cinemas nos Estados Unidos feita pela divisão Westchester Films da Shout!, Repassada dos antigos distribuidores Metro-Goldwyn-Mayer e Park Circus). Por sua vez, os direitos de distribuição de vídeo da Shout! Na América do Norte para a maioria da biblioteca da ITC Entertainment foram assumidos pela Lionsgate Home Entertainment .
Quanto à produção televisiva da ITC, Carlton (e mais tarde Granada e agora ITV) lançou alguns desses programas em DVD tanto na Europa quanto na América do Norte. No entanto, houve algumas exceções: As Aventuras de Robin Hood e a outra série de aventuras fanfarrões do final dos anos 1950 e início dos 1960 foram lançados em DVD pela Network, assim como o Strange Report.
Muitos dos programas dramáticos das décadas de 1960 e 1970 foram lançados pela Network como caixas de edição limitada.
The Walt Disney Company é a proprietária da franquia Muppets desde 2004, incluindo as produções da ITC, The Muppet Show, The Muppet Movie e The Great Muppet Caper. The Jim Henson Company é dona da produção da ITC, The Dark Crystal, pois comprou o filme da empresa após o término da produção, o filme é distribuído em vídeo doméstico sob licença da Sony Pictures Entertainment.

## Lista de produções e distribuições da ITC Entertainment
A ITC produziu e distribuiu uma ampla gama de conteúdo para filmes e televisão, ao longo de várias décadas. As produções e distribuições da ITC cruzaram muitos gêneros diferentes da aventura histórica à espionagem e ação e, mais tarde, à ficção científica infantil e adulta - bem como filmes sobre muitos assuntos diferentes.
A página ITC Distributions oferece uma lista completa de programas ITC produzidos e distribuídos.

## Estúdios
O ITC não tinha estúdios próprios. Os programas foram feitos em várias instalações, mas principalmente nos estúdios de cinema Elstree da ABPC (não confundir com os estúdios Clarendon Road Studios da ATV, os estúdios Borehamwood, que eram uma instalação ao vivo / videoteipe, e agora conhecida como BBC Elstree). No entanto, o complexo MGM-British Studios em Borehamwood, os estúdios Pinewood e Shepperton da Rank Organization também foram usados. 'Ghost Squad' foi feito no Independent Artists Studio em Beaconsfield .

## Empresas da Associated Communications Corporation
- APF
- Rede ATV
- Central Independent Television
- ITC Filmes
- Independent Television Corporation
- Companhia de televisão incorporada